# 釋常慜
釋常慜，唐朝并州（今山西太原）僧人。發願往生淨土，專修淨業，曾書般若經萬卷。貞觀年間（627～649），欲參禮佛陀聖蹟，由海道前往印度，從訶陵國（位於今爪哇島）搭船往末羅瑜國（位於今蘇門答臘島），途經室利佛逝遇颶風，商船重將沈，諸人爭上小船，師為讓他人而犧牲自己，遂合掌西向，稱念阿彌陀佛名號，與船同沒水中，與同行弟子一人俱死，時年五十餘。。